# 名塩地区
名塩地区（なじおちく）は兵庫県西宮市の北東部にある地区。塩瀬地域（旧塩瀬村）の内の北側約3分の2にあたる。

## 概要
六甲山地の東麓にあたる。地区の大部分が山地であり、南北の山塊の間を縫うように名塩川が西から東へ流れ、その流域沿いに東久保・名塩・木之元の各集落が形成されている。地区の縁に沿って北から東側へと武庫川が流れる。名塩川は木之元付近で武庫川に合流する。
山をはさんで、南に塩瀬町生瀬、南西に山口町船坂、西に山口町下山口、北西に神戸市北区道場町生野とそれぞれ接する。武庫川をはさんで、北に宝塚市玉瀬、東に宝塚市切畑と川面、南東に生瀬地区の青葉台とそれぞれ接する。
室町時代の1475年（文明7年）、越前吉崎から河内出口へ向かっていた蓮如が村民に請われて名塩を訪れ道場を設けた。これが後に教行寺（名塩御坊）となり、名塩は寺内町として発展する。
名塩の豊富な山林資源を用いた名塩雁皮紙は耐久性があることから重宝され、江戸時代には「名塩千軒」と称されるほど紙漉業が盛んになった。明治・大正期にも住民の多くが製紙業に従事していたとされているが、第2次大戦後は和紙の需要が激減し、現在では数件のみが従事している。
明治期に現在の国道176号にあたる道路が整備され、1924年（大正13年）には宝塚との間にバスが開通する。1975年（昭和50年）には中国自動車道の宝塚IC - 西宮北IC間が開通する。現在も国道176号バイパス「名塩道路」の整備が進められており、2024年にはその一部である生瀬トンネルの供用が開始された。
高度経済成長期以降は山林開発も進められた。1961年によみうりカントリークラブが開業。時を同じくして新興住宅地が複数開発されている。1986年に福知山線の線路付け替えにより西宮名塩駅が開業。1991年に西宮名塩ニュータウンの「街開き」が行われた。
地区北端の武庫川沿いには武田尾温泉がある。1641年（寛永18年）に名塩村の武田尾直蔵が薪拾いの際に見つけたとされる。人家から離れた渓谷沿いにあることから、たどり着くには不便を強いられた。1899年（明治32年）に阪鶴鉄道（のちの福知山線）の武田尾駅が開設されると利用客で賑わった。しかし2024年現在、利用できる温泉施設は実質的に宝塚市側の1軒のみになっている。

## 年表
- 1889年（明治22年） - 町村制の施行により、名塩村・生瀬村の区域をもって塩瀬村が成立。大字名塩となる。村役場が置かれる。
- 1951年（昭和26年） - 塩瀬村が西宮市に編入。大字塩瀬町名塩となる。
- 1986年（昭和61年） - 西宮名塩駅が開業。
- 1991年（平成3年） - 西宮名塩ニュータウン「街開き」。
- 時期不明（平成期？） - 大字塩瀬町名塩の一部から各町丁が新設される。

## 現行行政地名
現行行政地名と郵便番号は次の通り。丁目は省略した。
- 名塩清瀬台   669-1131
- 名塩南台     669-1132
- 東山台       669-1133
- 名塩新町     669-1134
- 国見台       669-1135
- 名塩木之元   669-1136
- 塩瀬町名塩   669-1141
- 名塩山荘     669-1142
- 名塩ガーデン 669-1143
- 名塩茶園町   669-1144
- 名塩平成台   669-1145
- 名塩さくら台 669-1146
- 名塩         669-1147
- 名塩東久保   669-1148
- 名塩赤坂     669-1149
- 名塩美山     669-1162

## 施設
- 塩瀬センター（名塩新町）
  - 西宮市役所塩瀬支所
  - 塩瀬保健福祉センター
  - 塩瀬公民館
  - 西宮市立北部図書館
- 西宮東山台郵便局（東山台1丁目）
- 西宮市消防局北消防署（名塩新町）
- 西宮警察署名塩交番（東山台1丁目）
- 郷土資料館分館 名塩和紙学習館（名塩2丁目）
- エコールなじお（名塩新町）
  - 阪急オアシス名塩店
- 塩瀬中央公園（東山台5丁目）
  - 塩瀬体育館
  - 塩瀬テニスコート
- 高座山公園（塩瀬町名塩）
  - 高座山野球場
- 旧国鉄福知山線廃線跡ハイキングコース
- よみうりカントリークラブ
- 西宮名塩ゴルフセンター

## 宗教
- 八幡神社（名塩1丁目）
- 木ノ元地蔵尊木元寺（名塩木之元）
- 教行寺（名塩1丁目）
- 教蓮寺（名塩1丁目）
- 源照寺（名塩1丁目）
- 天理教陽生田分教会（名塩赤坂）
- 宗教法人豊明の庭（名塩美山）

## 小・中学校
- 西宮市立名塩小学校（名塩2丁目）
- 西宮市立東山台小学校（東山台2丁目）
- 西宮市立塩瀬中学校（名塩木之元）

名塩赤坂、名塩美山は西宮市立北六甲台小学校および西宮市立山口中学校の通学区域となる。

## 交通
鉄道
- 西日本旅客鉄道（JR西日本）福知山線（JR宝塚線）
  - 西宮名塩駅
  - 武田尾駅 - ホームは西宮市に跨っているが、出入口は宝塚市側のみ。

道路
- 中国自動車道
  - 西宮名塩サービスエリア

名塩地区内にインターチェンジはない
- 国道176号

バス
- 阪急バス山口営業所 有馬線（JR西宮名塩駅経由）
- 阪急バス山口営業所 名塩南台線
- 阪急バス山口営業所 読売ゴルフ場線
- 阪急バス山口営業所 西宮名塩ニュータウン線
- 阪急バス山口営業所 名塩さくら台線
- 名塩・生野高原ふれあいバス - 名塩地区コミュニティ交通。阪急タクシーに委託運行。試験運行を経て2024年4月より本格化予定[3]